# رویز سیتی (تگزاس)
رویز سیتی، تگزاس(به انگلیسی: Royse City, Texas) شهری در ایالت تگزاس از ایالات جنوبی ایالات متحده آمریکا است. در سرشماری سال ۲۰۰۰، جمعیت این شهر ۱۰۱۰۰ نفر اعلام شد.